# SB-Tenderreihe 12
Die SB-Tenderreihe 12 war eine Schlepptenderreihe der Österreichischen Südbahn (SB).
Die einzelnen Tender dieser Reihe unterschieden sich untereinander etwas in Bezug auf Fassungsvermögen und Gewicht (vgl. Tabelle).
Nach der Verstaatlichung der österreichischen Strecken der Südbahn 1923 übernahm die BBÖ diese dreiachsigen Tender mit der Bezeichnung BBÖ 17.